# Síran stříbrný
Síran stříbrný je iontová chemická sloučenina se vzorcem Ag2SO4. Je málo rozpustný ve vodě a na světle a vzduchu tmavne.

## Příprava
Síran stříbrný se vyrábí reakcí dusičnanu stříbrného s kyselinou sírovou:
AgNO3 + H2SO4 → AgHSO4 + HNO3
2 AgHSO4 ↔ Ag2SO4 (s) + H2SO4